# Salamandra de uscat
Salamandra (Salamandra salamandra), este cea mai colorată specie dintre toate speciile de salamandre și tritoni. Este o prezentă obișnuită în centrul și sudul Europei, arealul ei întinzându-se până în nordul Africii și Orientul Mijlociu. În România se găsește în toate regiunile de dealuri și montane începând de la 200 m altitudine în pădurile de foioase (fag, stejar) și de conifere, lipsește numai în Dobrogea. Cel mai frecvent se găsește pe malul pârâurilor și lângă izvoare, în locurile cele mai umede cu covoare de mușchi. Este o creatură retrasă, petrecându-și majoritatea timpului ascunsă în crăpături umbroase, sub bușteni sau în alte locuri care-i oferă protecție și umezeală. Culoarea sa reprezintă un avertisment pentru prădători, folosindu-se de ea pentru a se apăra - se mai numește colorit aposematic - de avertizare. Are o piele toxică de culoare neagră cu pete galbene sau portocalii, având o textură elastică și alunecoasă. Salamandra  are mai multe rânduri de glande veninoase în spatele ochilor. Ea are labele scurte groase și puternice. Durată de viață: până la 3 ani. Lungime: 8-15 centimetri. Greutate: 113 de grame. Familia: Salamandridae. Număr de ouă: 2-7. Sezon de împerechere: martie-mai. Maturitate sexuală: aproximativ 10 luni. Durată eclozării: 30 de zile. Se hrănește în principal cu râme, larve și nevertebrate mărunte.

## Galerie

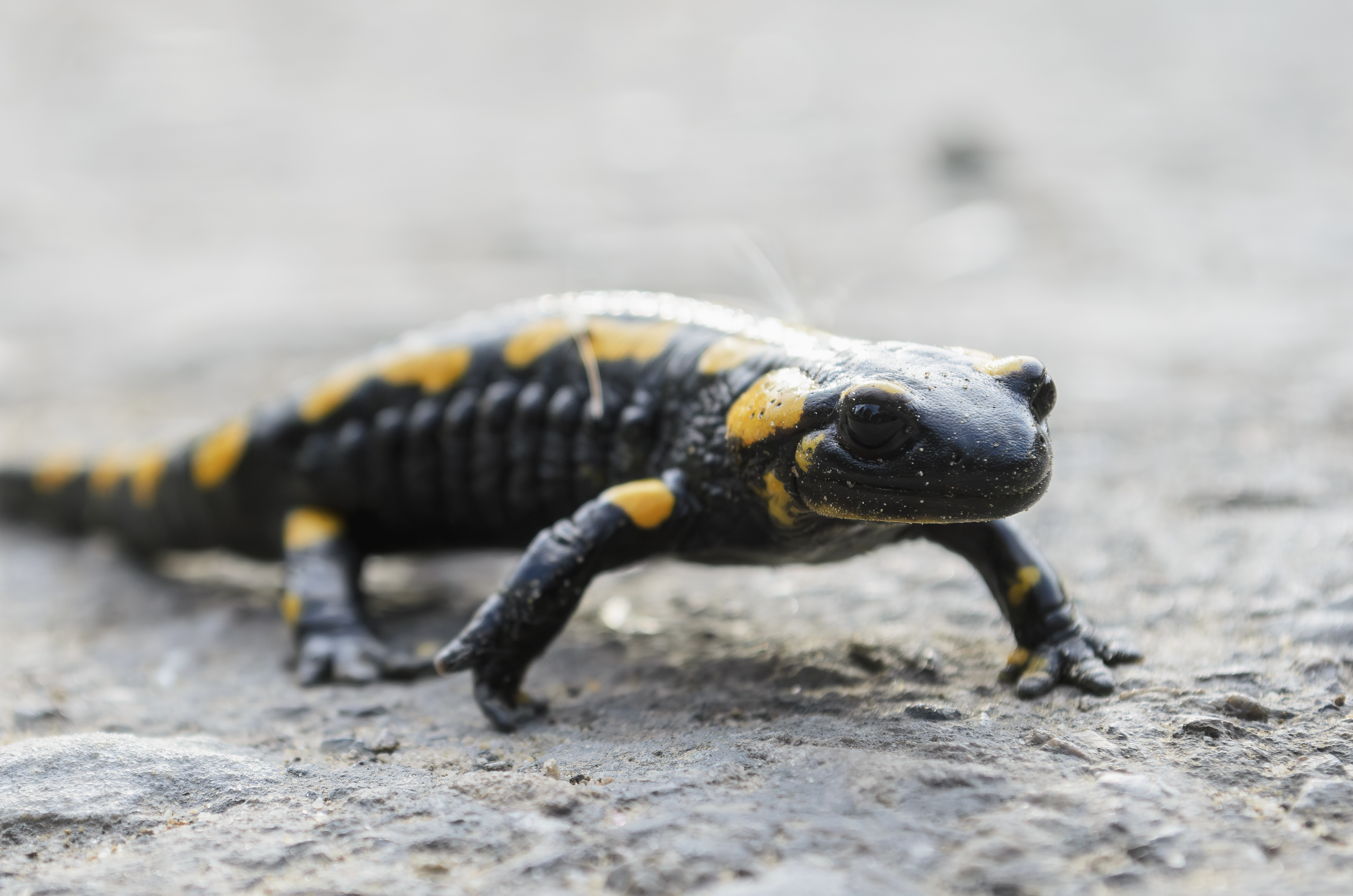
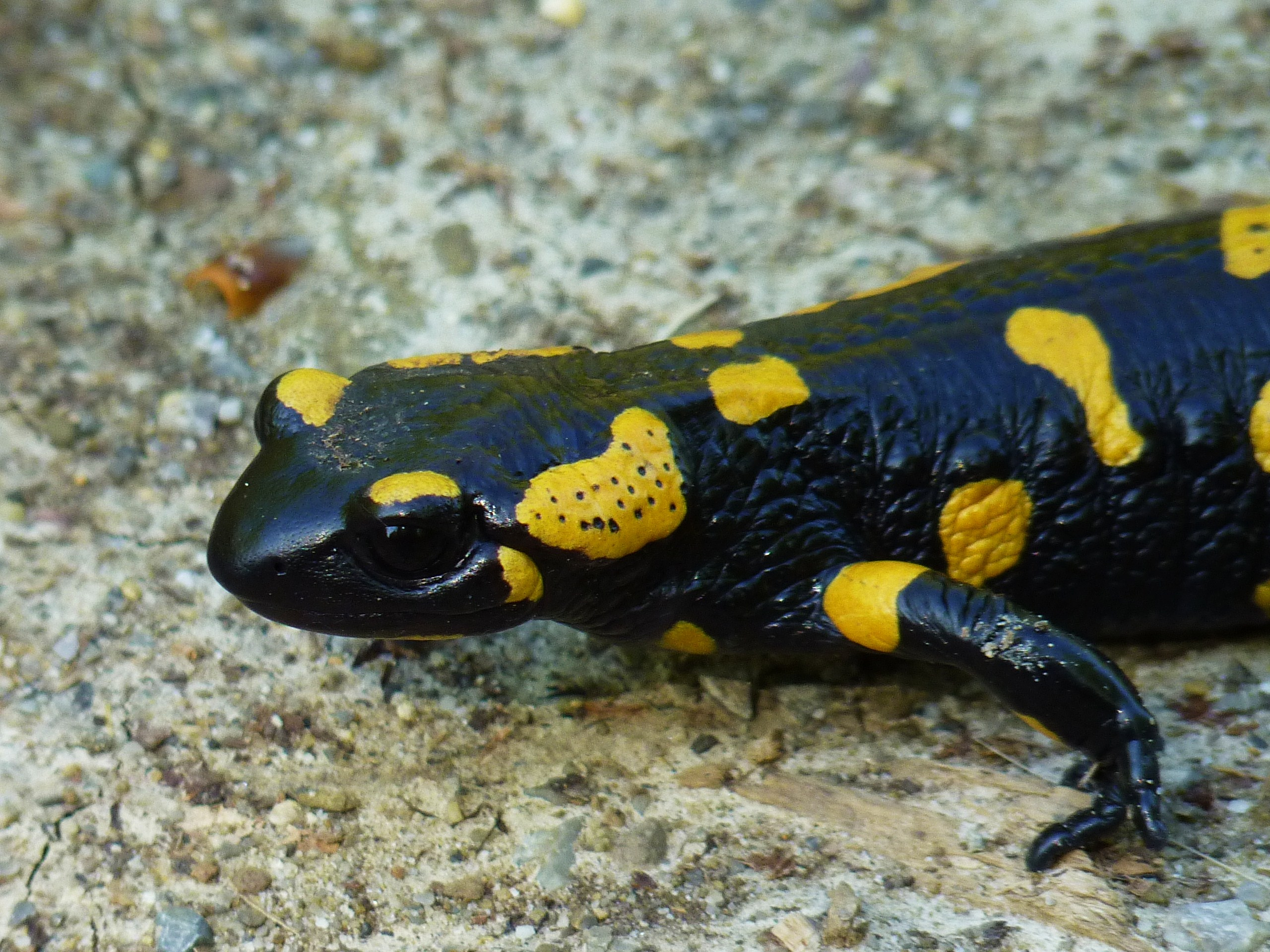
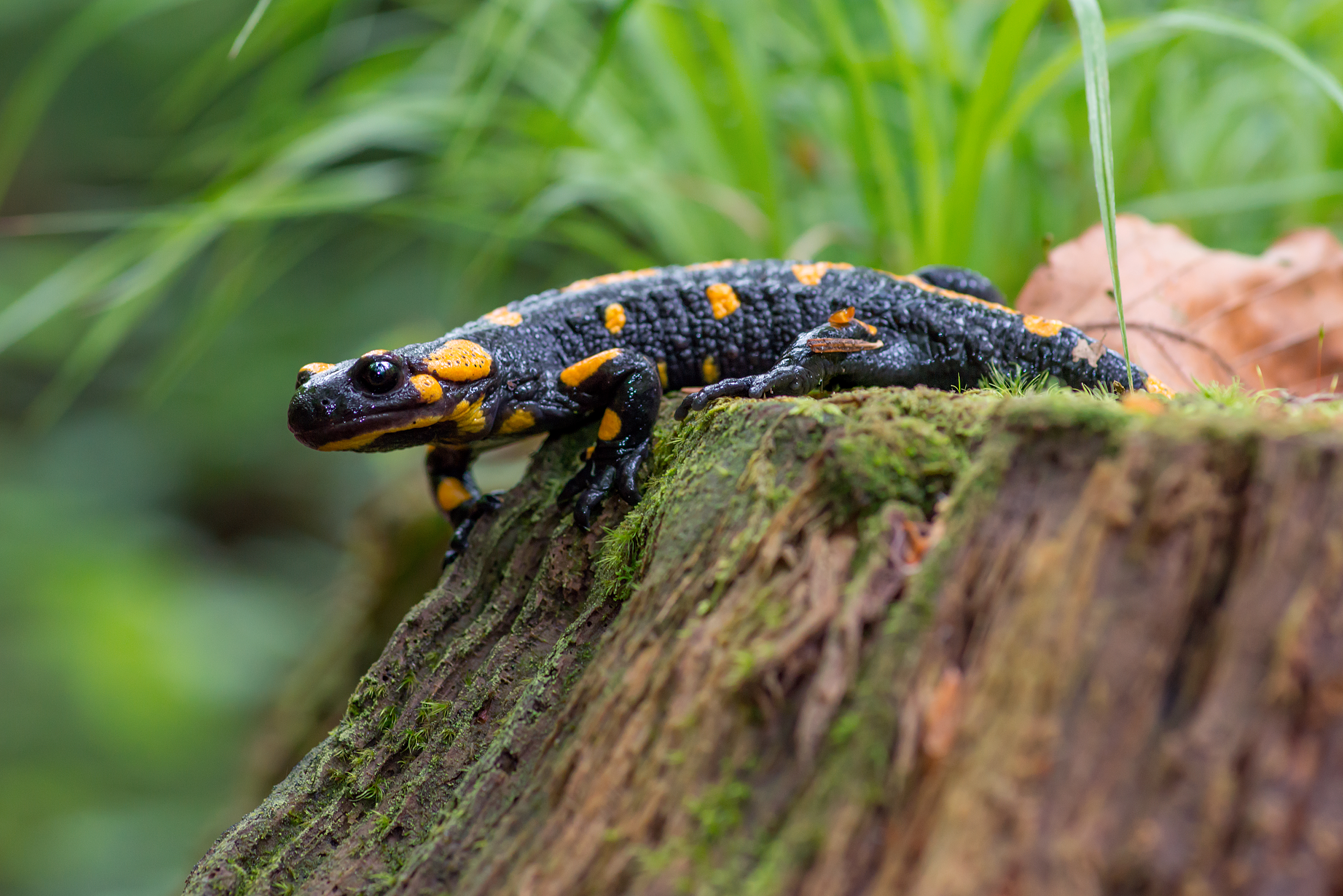
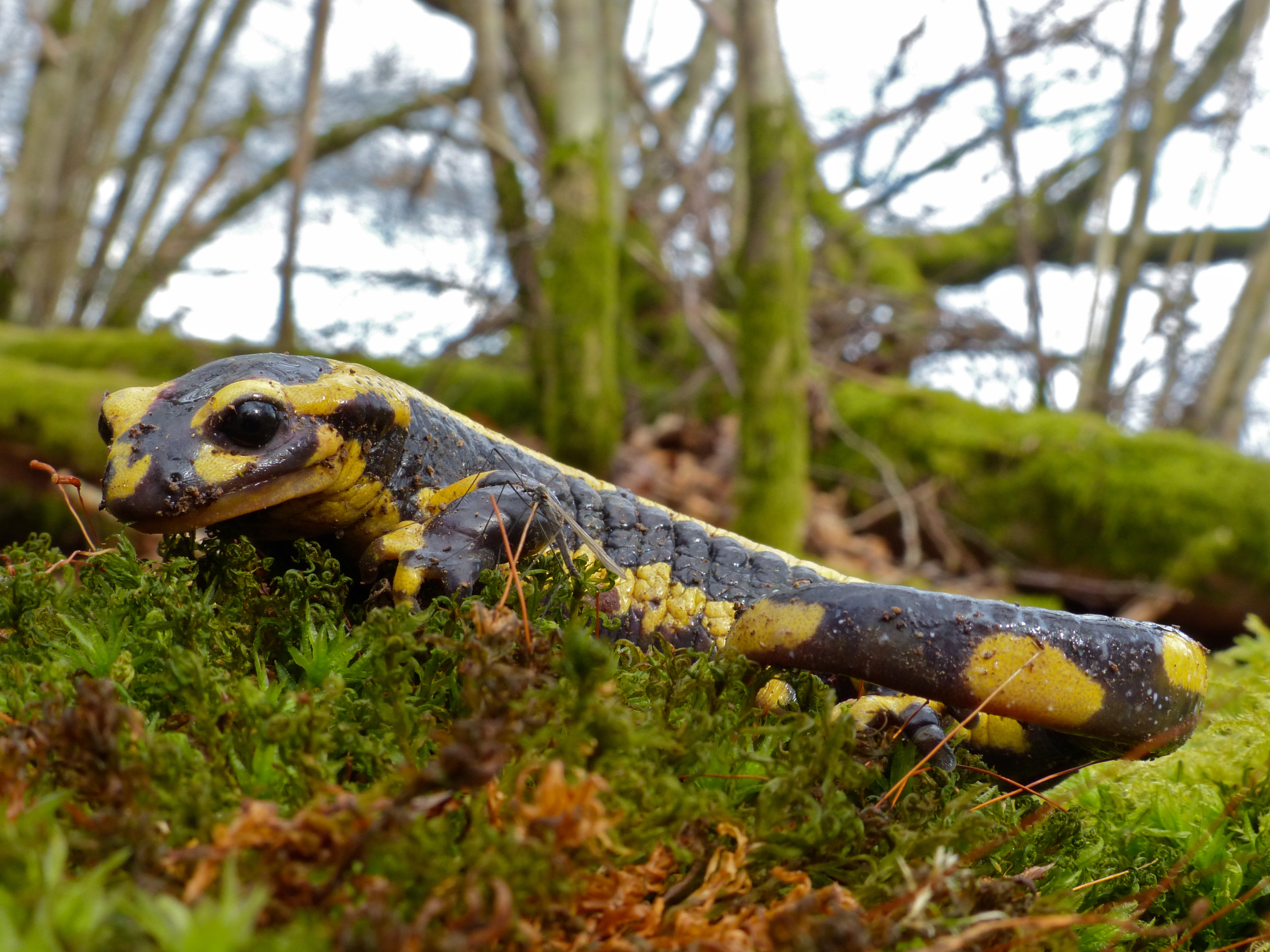
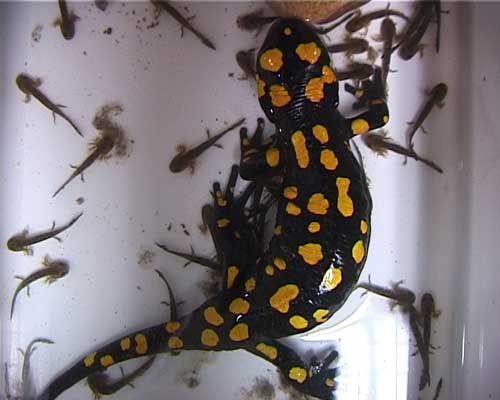